# Sasha Mehmedovic
Sasha Mehmedovic (Saša Mehmedović) (* 14. března 1985 Pančevo) je bývalý kanadský zápasník – judista srbsko-bosenského původu.

## Sportovní kariéra
Narodil se do rodiny Srbky a Bosňáka. Vyrůstal v Sarajevu, odkud během války v Bosně a Hercegovině v roce 1993 s rodiči utekl do kanadského Toronta. S judem začínal pod vedením svého otce Nihada v YMCE v torontské čtvrti North York. V 18 letech se přesunul do Montréalu, do olympijského tréninkového centra Shidokan, kde se připravoval pod vedením Hiroshi Nakamuriho. V kanadské mužské reprezentaci se pohyboval od roku 2005 v pololehké váze do 66 kg. V roce 2008 se kvalifikoval na olympijské hry v Pekingu, kde prohrál ve druhém kole minimálním bodovým rozdílem na koku s Francouzem Benjaminem Darbeletem. V opravném pavouku se do bojů o medaile neprobojoval. V roce 2012 se kvalifikoval na olympijské hry v Londýně, kde prohrál ve druhém kole s favorizovaným Japoncem Masaši Ebinumou na ippon technikou uči-mata. Sportovní kariéru ukončil v roce 2015. Věnuje se trenérské práci.

### Vítězství na mezinárodních turnajích
- 2011 – 1x světový pohár (Apia)

## Výsledky
| Turnaj                  | 2002           | 2003           | 2004           | 2005           | 2006           | 2007           | 2008           | 2009           | 2010           | 2011           | 2012           | 2013           |
| Turnaj                  | 17             | 18             | 19             | 20             | 21             | 22             | 23             | 24             | 25             | 26             | 27             | 28             |
| Turnaj                  | pololehká váha | pololehká váha | pololehká váha | pololehká váha | pololehká váha | pololehká váha | pololehká váha | pololehká váha | pololehká váha | pololehká váha | pololehká váha | pololehká váha |
| ----------------------- | -------------- | -------------- | -------------- | -------------- | -------------- | -------------- | -------------- | -------------- | -------------- | -------------- | -------------- | -------------- |
| Olympijské hry          |                |                | —              |                |                |                | úč.            |                |                |                | úč.            |                |
| Mistrovství světa       |                | —              |                | úč.            |                | 7.             |                | —              | úč.            | úč.            |                | úč.            |
| Panamerické hry         |                | —              |                |                |                | úč.            |                |                |                | 5.             |                |                |
| Panamerické mistrovství | —              | —              | —              | úč.            | 3.             | 3.             | 3.             | —              | úč.            | —              | 2.             | 5.             |
| MS juniorů              | úč.            |                | úč.            |                |                |                |                |                |                |                |                |                |